# Ruschankette

Ruschankette im Westen des Pamir

Die Ruschankette (russisch Руша́нский хребе́т) ist ein Gebirgszug im westlichen Pamir in Tadschikistan.
Der Gebirgszug erstreckt sich über eine Länge von 120 km zwischen den Flusstälern des Gunt im Süden, des Pandsch im Westen und des Bartang im Norden. Im Osten schließt sich die Nördliche Alitschurkette an. Höchster Berg der Ruschankette ist der 6083 m hohe Pik Patchor.  